# Gaetano D'Agostino
Gaetano D'Agostino (Palermo, Italia, 3 de junio de 1982) es un futbolista italiano. Juega de centrocampista y su actual club es el Benevento Calcio de la Lega Pro (tercera división italiana), en préstamo del Fidelis Andria de la Serie D.

## Trayectoria

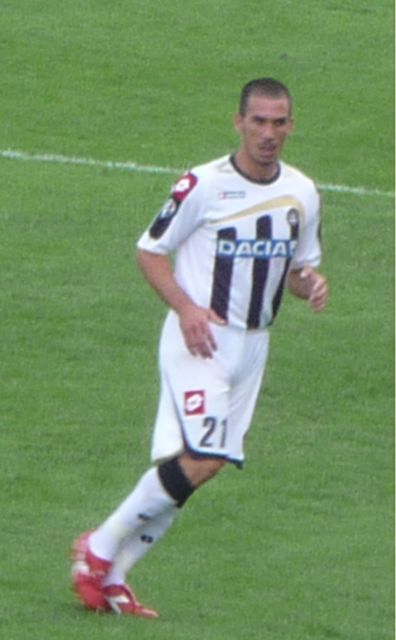
D'Agostino con la camiseta de Udinese.

Sus primeros pasos, en el año 1990, los da en las inferiores del Palermo, donde obtiene un registro de 100 goles en un año, con lo que se gana el paso a la Roma.
En 1998, con 16 años, llega a la Roma, donde debutara en la Serie A el 5 de noviembre del 2000, en un encuentro ganado por el equipo capitalino 4 a 2 al Brescia. Gana el título de esa temporada (2000–2001).
En el verano del 2001, es enviado a préstamo al Bari, donde estará 2 temporadas, jugando 63 partidos. Regresara a la Roma, pero no tendrá mucho espacio en el primer equipo, por esta razón en enero del 2005 llegara al club Messina, donde jugará 42 partidos(5 goles).
En el 2006 recala en el Udinese, en primera instancia tendrá la camiseta N° 4, del histórico capitán Valerio Bertotto, para luego obtener la número 21. Su consagración definitiva con la camiseta del Friuli llega en la temporada 2008–2009, donde convierte 11 goles en 36 presencias.
Durante el verano del 2009, se le vinculó con la Juventus y el Real Madrid, pero estos optaron por Felipe Melo y Xabi Alonso, respectivamente.
El 21 de enero de 2013 se anuncia en la web que es oficial el préstamo del centrocampista de 30 años proveniente del Siena como nuevo refuerzo del Pescara, el cual será presentado oficialmente en las instalaciones del club Abruzzo el martes 22 de enero de 2013.
Terminado su contrato en el Pescara, tuvo un breve paso por Andria, después paso al Benevento donde jugó 17 partidos y anotó un solo gol, Finalmente se marchó al Lupa Roma donde apenas ha jugado 6 partidos con el pequeño equipo de la capital Italiana.

## Selección nacional
Durante el periodo 2002-2004 formó parte de la selección sub-21 campeona de Europa en Alemania.
Su primera convocatoria a la adulta de Italia, por parte del D.T. Marcello Lippi, es el 19 de noviembre del 2008, en un encuentro contra Grecia, pero no obtiene minutos en cancha.
El 6 de junio de 2009, cumpliendo 27 años, juega de titular en el amistoso que enfrentó a Italia con Irlanda del Norte (3-0) en Pisa.

## Clubes
| Club                    | País   | Año       |
| ----------------------- | ------ | --------- |
| A.S. Roma               | Italia | 2000-2001 |
| A.S. Bari               | Italia | 2001-2003 |
| A.S. Roma               | Italia | 2003-2005 |
| F.C. Messina            | Italia | 2005-2006 |
| Udinese Calcio          | Italia | 2006-2010 |
| A.C.F. Fiorentina       | Italia | 2010-2011 |
| A.C. Siena              | Italia | 2011-2013 |
| Delfino Pescara         | Italia | 2013      |
| A.C. Siena              | Italia | 2013-2014 |
| S.S.D. Fidelis Andria   | Italia | 2014      |
| Benevento Calcio        | Italia | 2015      |
| Lupa Roma Football Club | Italia | 2015-2016 |

## Palmarés

### Campeonatos nacionales
| Título  | Club      | País   | Año     |
| ------- | --------- | ------ | ------- |
| Serie A | A.S. Roma | Italia | 2000-01 |

### Copas internacionales
| Título          | Equipo              | País   | Año  |
| --------------- | ------------------- | ------ | ---- |
| Eurocopa Sub-21 | Selección de Italia | Italia | 2004 |